# Калда (село)
Калда (тат. Каңлы) — село в Барышском районе Ульяновской области России. Входит в состав Старотимошкинского поселения.

## География
Стоит по берегам р. Калда примерно в 30 км к северо-востоку от Барыша.

## Топоним
- Первый вариант — название происходит от тюркского слова «Калдык» (остаток, часть большого селения или выселки), которым назвали поселение сбежавших после взятия Казани татар, не желавших креститься.
- Второй вариант — название села происходит от татарского слова «канны» («кровавое»), так как оно возникло на месте сражения с войском Ивана Грозного, который насильно крестил татар.
- Третий вариант — относится к ветхозаветным временам — в 922 году Волжскую Булгарию, в территорию которой входил нынешний Барышский район, посещал арабский дипломат Ахмад ибн Фадлан (он стал прообразом героя Антонио Бандераса из фильма «13-й воин»). В своей путеводной «Записке» он оставил упоминание о жившем в этих местах племени Канглы. По мнению некоторых краеведов, с веками это слово могло трансформироваться и сохраниться в названии возникшего позднее татарского села[2].

## История
Село Калда основано в конце XVII века служилыми татарами, как опорный пункт на подступах к Синбирской черте.
В 1708 году Калда вошла в состав Симбирского уезда Казанской губернии (1708—1781).
В 1780 году деревня Калда, помещиковых крестьян — 38, служилых татар — 134, крещёных татар — 1 (все — ревизские души), вошла в состав Тагайского уезда Симбирского наместничества.
В 1802 году Калда вошла в состав Сенгилеевского уезда Симбирской губернии.
В 1859 году деревня Калда в 3-м стане Сенгилеевского уезда Симбирской губернии, в 158 дворах жило 1150 человек, 2 магометанских мечетей.
Во время Столыпинской реформы, через речку Калда, напротив Калды, была основана деревня Русская Калда.
В 1913 году Калда входила в Старо-Тимошкинскую волость было 500 дворов, 2707 жителей, 5 мечетей, 3 медресе, 2 мельницы. Село было известно как центр изготовления цветных женских шалей. Русская Калда входила в Бело-Озёрскую волость, было 15 дворов, где жило 134 жителя, был лесопильный завод.
В 1924 году деревни Татарская Калда и Русская Калда входили в Татарско-Калдинский с/с Гурьевской волости Карсунского уезда, в 541 дворах жило 2444 человека.
В 1929 году Калда вошла в Калдинский с/с Барышского района, в которой жило 2160 человек. В сельсовет входил и посёлок Лесзавод.
В 1930-х годах все мечети были закрыты. В 1930—1960-е гг. в мечети, которое ныне сохранилось, было зернохранилище, до 1990 гг. клуб и кинотеатр. С 1991 г. мечеть начала работать. Возле мечети имеется старое мусульманское кладбище, где сохранились старые мусульманские надгробия.
В 1930-х годах в Майнском районе жителями села было основано новое село Новая Калда.
Ранее входило в состав Калдинского сельсовета.

## Население
| 2010 |
| ---- |
| 1696 |

Национальный состав — татары.

## Известные люди
- Беркутов, Ибрагим Белялович — Герой Советского Союза.
- Сарчин, Рамиль Шавкетович (14.12.1975) - поэт, автор-исполнитель, литературовед, литературный критик, искусствовед, доктор филологических наук, ген. директор Академии народной энциклопедии. Лауреат региональных, всероссийских, международных конкурсов и премий. Учился в Калдинскойй средней школе в 1991-1992 гг.

## Инфраструктура
Сельскохозяйственный производственный кооператив «Алга», средняя школа, дом культуры, библиотека.

## Религия
«Мечеть, кон. XIX в.», на основании распоряжения Главы администрации Ульяновской области от 29.07.1999 г. № 959-р в список выявленных включён объект культурного наследия.

## Достопримечательности

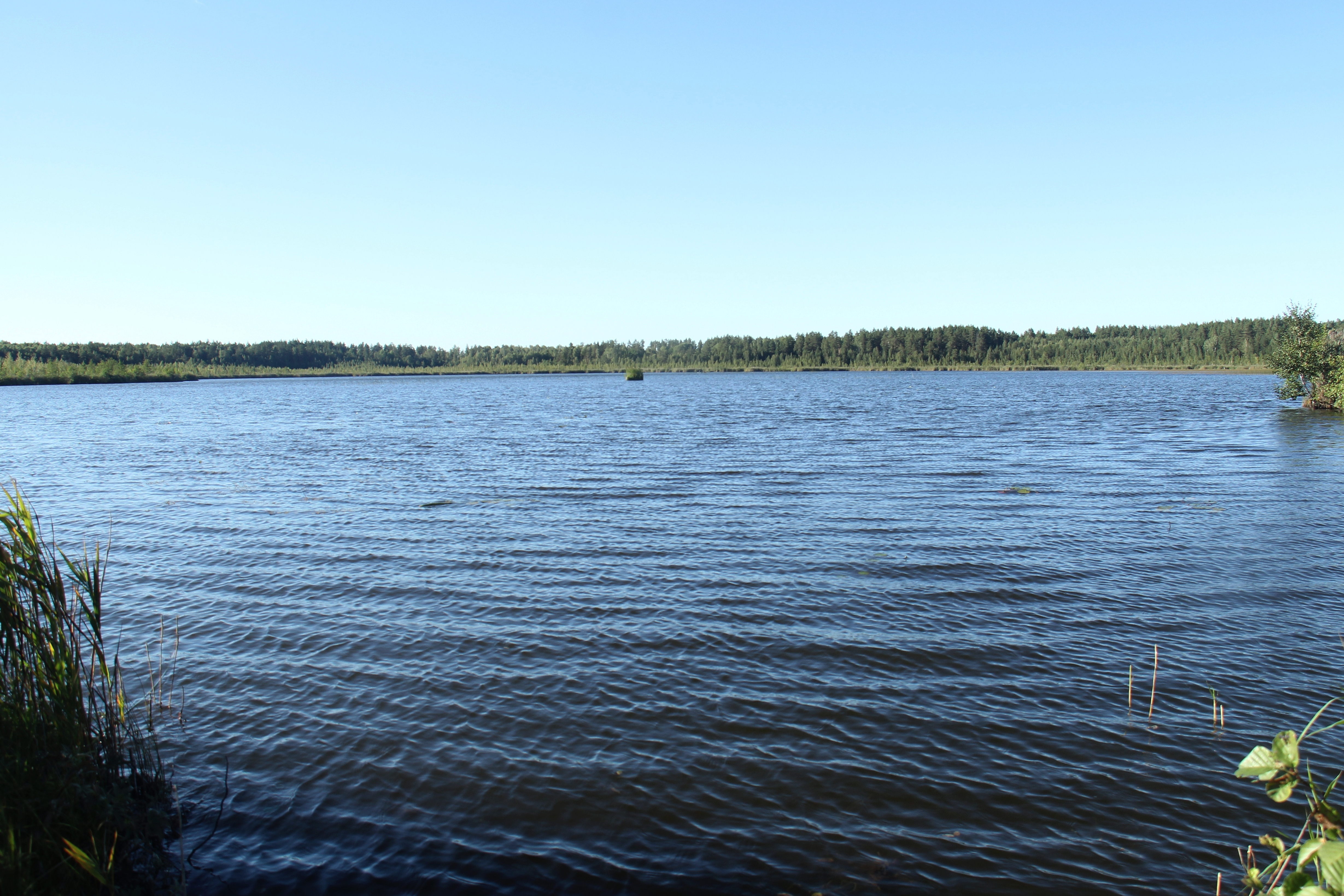
Озеро Крячок.

- Озеро Крячок.Памятник погибшим в Великой Отечественной войне (1981)[12].
- Озеро Крячек (второе название — озеро Кряж) — одно из самых удивительных озёр Ульяновской области[13][14].